# Don’t Forget
| Оценки критиков      | Оценки критиков |
| Источник             | Оценка          |
| -------------------- | --------------- |
| Absolute Punk        | (7.1/10)        |
| Allmusic             | [ 2 ]           |
| Digital Spy          | [ 3 ]           |
| Entertainment Weekly | C               |

Don’t Forget — дебютный студийный альбом американской певицы Деми Ловато. Он был выпущен 23 сентября 2008 года в США студией Hollywood Records, и занял 2 место на Billboard 200. В апреле 2009 альбом вышел в Великобритании под лейблом Fascination Records.

## Об альбоме
По словам Деми Ловато, она писала песни от своего сердца и опыта, который имела. Она сказала журналу M Magazine : «Я нуждалась в помощи в написании песен, так как моя целевая аудитория не увлечена музыкой-металл» Она тоже сказала: "Мои песни нуждались в «полировке» — и в этом мне помогли Jonas Brothers. Все это началось ещё на съемках фильма «Рок в летнем лагере».
Ловато сказала, что вокал для песен был записан за десять с половиной дней.
Деми Ловато написала песню «Two Worlds Collide» о своей лучшей подруге с семи лет, Селене Гомес. Две звезды Дисней выросли вместе и некоторое время даже жили рядом, и Деми Ловато хотела поблагодарить Селену за то, что все это время та была с ней и поддерживала.

## Список композиций
| №   | Название                                | Автор(ы)                                          | Длительность |
| --- | --------------------------------------- | ------------------------------------------------- | ------------ |
| 1.  | «La La Land»                            | Деми Ловато, Ник Джонас, Джо Джонас, Кевин Джонас | 3:16         |
| 2.  | «Get Back»                              | Ловато, Джонас                                    | 3:20         |
| 3.  | «Trainwreck»                            | Ловато                                            | 3:18         |
| 4.  | «Party»                                 | Ловато, Джон Филдс, Роберт Шварцман               | 3:52         |
| 5.  | «On the Line» (вместе с Jonas Brothers) | Ловато, Джонас                                    | 3:26         |
| 6.  | «Don't Forget»                          | Ловато, Джонас                                    | 3:43         |
| 7.  | «Gonna Get Caught»                      | Ловато, Джонас                                    | 3:11         |
| 8.  | «Two Worlds Collide»                    | Ловато, Джонас                                    | 3:18         |
| 9.  | «The Middle»                            | Кара ДиоГарди, Филдс, Джейсон Ривз                | 3:05         |
| 10. | «Until You're Mine»                     | Энди Додд, Адам Уэттс                             | 3:31         |
| 11. | «Believe in Me»                         | Ловато, Филдс, ДиоГарди                           | 3:42         |

| №   | Название                                                | Автор(ы)       | Длительность |
| --- | ------------------------------------------------------- | -------------- | ------------ |
| 12. | «Behind Enemy Lines»                                    | Ловато, Джонас | 2:49         |
| 13. | «This Is Me/Lo Que Soy» (испанская версия "This Is Me") | Уэттс, Додд    | 3:28         |

| №   | Название      | Автор(ы)           | Длительность |
| --- | ------------- | ------------------ | ------------ |
| 12. | «Back Around» | Ловато, Ник Джонас | 3:10         |

| №   | Название                           | Длительность |
| --- | ---------------------------------- | ------------ |
| 12. | «La La Land (Caramel Pod D Remix)» | 7:11         |

Target эксклюзив
- DVD содержащие кадры выступления Ловато в театре Blender

- 1. «That’s How You Know»
- 2. «The Middle»
- 3. «Don’t Forget»
- 4. «This Is Me»
- 5. «Gonna Get Caught»
- 6. «Two Worlds Collide»
- 7. «La La Land»
- 8. «Until You’re Mine»
- 9. «Party/Solos»
- 10. «Get Back»

Wal-Mart эксклюзив
- Небольшой постер с Деми Ловато

Deluxe версия DVD
- «Get Back» — клип
- «Get Back» — создание клипа
- «La La Land» — клип
- «La La Land» — создание клипа
- Кадры за кулисами — Jonas Brothers Tours Burning Up Tour 2008
- «Don’t Forget» — живое выступление
- Слайдшоу со снимками во время создания альбома
- Ранее неизвестные кадры записи «Party», «Gonna Get Caught», «Behind Enemy Lines»

## Синглы
«Get Back»
Главный сингл альбома — «Get Back» вышел 12 августа 2008 года. Занял 43 место на Billboard Hot 100. Был написан Деми Ловато и Братьями Джонас. Ник Джонас и Джо Джонас — бэк-вокал.
«La La Land»
Второй сингл в США и первый в Великобритании, вышел 19 декабря 2008 года. Песня вышла как заставка к сериалу Деми Ловато «Дайте Санни шанс». Была исполнена на шоу «Танцы со звёздами», и не была так успешна, как «Get Back», заняв 52 место.
«Don’t Forget»
Третий сингл. Высшая позиция на Billboard Hot 100 была под номером 41. «Don’t Forget» был наиболее успешным синглом Деми Ловато до выхода второго студийного альбома «Here We Go Again».

## Продажи и чарты
В первую неделю было продано 89,000 копий в США, альбом достиг номера 2 на Billboard 200, перед альбомом группы Metallica Death Magnetic и перед альбомом Pussycat Dolls Doll Domination и Only by the Night группы Kings of Leon', которые вышли на одной неделе. По состоянию на декабрь 2010 года было продано более 500,000 копий альбома в США.
| Чарт (2008)       | Высшая позиция |
| ----------------- | -------------- |
| В Канаде          | 9              |
| В Мексике         | 62             |
| В Польше          | 43             |
| В Испании         | 13             |
| В Новой Зеландии  | 34             |
| США Billboard 200 | 2              |

## Релиз
| США            | 23 сентября 2008 | Hollywood Records   |
| Канада         | 23 сентября 2008 | Universal Music     |
| Аргентина      | 15 октября 2008  | Universal Music     |
| Бразилия       | 21 октября 2008  | Universal Music     |
| Австралия      | 7 февраля 2009   | Universal Music     |
| Малайзия       | 7 февраля 2009   | Universal Music     |
| Новая Зеландия | 9 февраля 2009   | Universal Music     |
| Филиппины      | 15 февраля 2009  | MCA Music           |
| Япония         | 18 февраля 2009  | Avex Trax           |
| Ирландия       | 19 февраля 2009  | Fascination Records |
| Великобритания | 20 апреля 2009   | Fascination Records |
| Швеция         | 20 апреля 2009   | Universal Music     |
| Испания        | 21 апреля 2009   | Universal Music     |
| Южная Корея    | 22 апреля 2009   | Universal Music     |
| Германия       | 24 апреля 2009   | Universal Music     |
| Польша         | 27 апреля 2009   | Universal Music     |
| Версия Deluxe  |                  |                     |
| Мексика        | 30 марта 2009    | Universal Music     |
| США            | 31 марта 2009    | Hollywood Records   |
| Канада         | 31 марта 2009    | Universal Music     |
| Бразилия       | 28 апреля 2009   | Universal Music     |

## Над альбомом работали
- Вокал — Деми Ловато
- Бэк-вокал — Деми Ловато, Джон Филдс, Уилл Оусли, Джон Тейлор, Роберт Шварцман, Кара Диогарди, Кевин МакФерсон
- Ведущая гитара — Девин Бронсон
- Гитара — Джон Филдс, Уилл Оусли, Девин Бронсон, Джон Тейлор, Кевин Джонас, Ник Джонас, Тим Пирс
- Басы — Джон Филдс, Кевин МакФерсон
- Пианино — Деми Ловато
- Клавишные — Джон Филдс, Томми Барбарелла, Стефен Лу, Ник Джонас
- Орган — Томми Барбарелла
- Барабаны — Майкл Бленд, Дориан Крозир, Джек Лоулесс, Ник Джонас

### Производство
- Менеджмент — Эдди ДеЛаГарца, Кевин Джонас
- Продюсер — Джон Филдс
- Инженер — Джон Филдс
- Инженер-ассистент — Ник Карпен
- Микс — Крис Лорд-Алжи
- Программирование — Джон Филдс, Кен Кастейн
- Креативный директор — Дэйв Сноу
- A&R — Йон Линд
- Фотография — Шерил Нилдс
- Дизайн — Гевин Тейлор